# Obory
Obory (německy Wobor) jsou obec v okrese Příbram ve Středočeském kraji, asi 15 km východně od Příbrami. Žije zde 282 obyvatel.

## Historie
První písemná zmínka o obci pochází z roku 1572.

## Obecní správa

### Části obce
- Obory (k. ú. Obory)
- Vápenice (k. ú. Obory)

K obci patří také Bursíkův Mlýn, Konvičkův Mlýn, Na Závisti a Pánkovka.
Sousedními obcemi sídla jsou Nečín, Dolní Hbity, Hřiměždice, Kamýk nad Vltavou a Višňová.

### Územněsprávní začlenění
Dějiny územněsprávního začleňování zahrnují období od roku 1850 do současnosti. V chronologickém přehledu je uvedena územně administrativní příslušnost obce v roce, kdy ke změně došlo:
- 1850 země česká, kraj Praha, politický i soudní okres Příbram[4]
- 1855 země česká, kraj Praha, soudní okres Příbram
- 1868 země česká, politický i soudní okres Příbram
- 1939 země česká, Oberlandrat Tábor, politický i soudní okres Příbram[5]
- 1942 země česká, Oberlandrat Praha, politický i soudní okres Příbram[6]
- 1945 země česká, správní i soudní okres Příbram[7]
- 1949 Pražský kraj, okres Dobříš, soudní okres Příbram[8]
- 1960 Středočeský kraj, okres Příbram
- 2003 Středočeský kraj, okres Příbram, obec s rozšířenou působností Příbram

## Společnost

### Rok 1932
V obci Obory (přísl. Vápenice, 481 obyvatel) byly v roce 1932 evidovány tyto živnosti a obchody: cihelna, obchodník s dobytkem, 3 hostince, kolář, kovář, 2 krejčí, lom, malíř, 6 mlýnů, obuvník, 16 rolníků, 2 obchody se smíšeným zbožím, 2 trafiky, včelařství.

## Pamětihodnosti

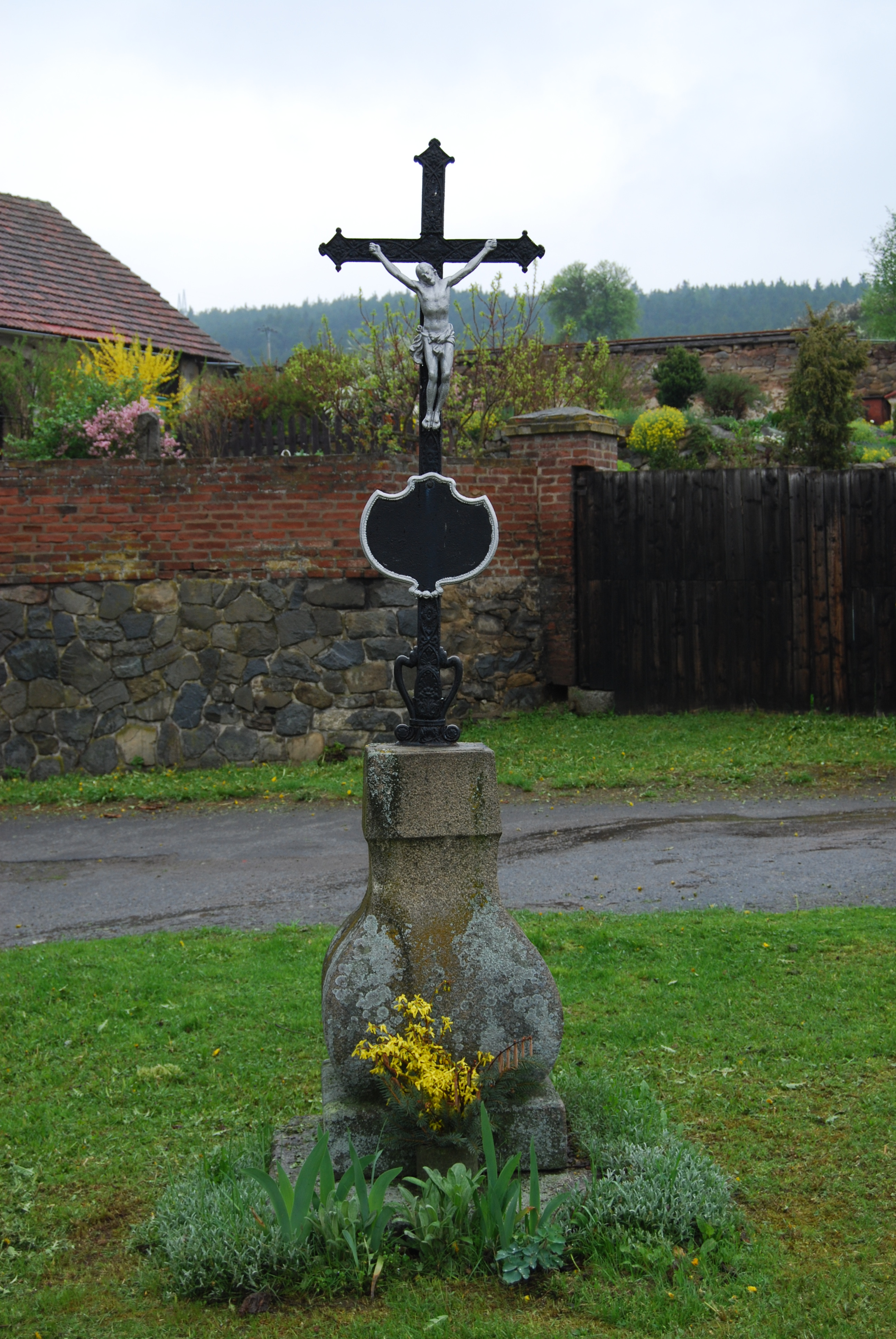
Kříž v obci

- Boží muka na severním okraji vsi

## Doprava

### Dopravní síť
Obcí vede silnice I/18 Rožmitál pod Třemšínem – Příbram – Sedlčany – Votice. Do obce dále vede silnice II/102 Praha-Zbraslav – Štěchovice – Chotilsko – Nečín – Obory – Kamýk nad Vltavou – Krásná Hora nad Vltavou – Milešov – Milevsko. Železniční trať ani stanice či zastávka na území obce nejsou.

### Autobusová doprava 2024
Autobusovou dopravu v obci Obory zajišťují společnosti Arriva Střední Čechy a ČSAD Benešov. Obec je součástí Pražské integrované dopravy (PID). V obci se nachází zastávka Obory. Na silnici I/18 směrem do Příbrami se nacházejí zastávky Obory,čerpací stanice a Obory,Pánkovka a směrem do Sedlčan se nachází zastávka Obory,samoty. Obcí procházejí dvě autobusové linky: 520 a 754. Linka 520 propojuje Dobříš s okolními obcemi včetně Obor, Hřiměždic nebo Kamýku nad Vltavou. Linka 754 spojuje Příbram s Obory, Sedlčany a Benešovem.

## Turistika
Územím obce vedou turistické trasy  Horní Líšnice - Luhy - Obory - Hřiměždice a  Obory - Velká Leč - Háje.

## Osobnosti
- Ondřej Tesárek, politický komentátor a youtuber